# Orusts västra härad
Orusts västra härad var ett härad i mellersta Bohuslän inom nuvarande Orusts kommun och Lysekils kommun. Tingsställe var från 1686 Svanesund i Långelanda socken i Orusts östra härad, och från 1912 Varekil i Stala socken, också i Orusts östra härad, tills det 1962 flyttades till Stenungsund.

## Namnet
Namnet skrevs 1320 j Orðost. Det innehåller troligen fornvästnordiska urð eller orð med betydelsen "stenhop". Efterleden är omdiskuterad. Möjligen ingår fornvästnordiska vǫzt som betyder "fiskeplats".

## Socknar
I Orusts kommun
- Gullholmen
- Käringön
- Mollösund
- Morlanda
- Röra
- Tegneby

samt till 1952
- Fiskebäckskils landskommun
- Grundsunds landskommun

I Lysekils kommun
- Skaftö

## Geografi
Häradet omfattade de västra delarna av ön Orust. Berggrunden av gnejs är uppsprucken i höjder med branta kuster och branta bergsluttningar mot lerfyllda sprickdalar. Bergen övergår i ljunghedar  som mot kusten ersätts av snårvegetation och kala berghällar. Strandängar kantar kusterna.
Enda sätesgården var Morlanda säteri i Morlanda socken.
I Sörbo i Morlanda socken fanns ett gästgiveri.

## Län, fögderier, domsagor, tingslag och tingsrätter
Häradet hör sedan 1998 till Västra Götalands län, innan dess från 1680 till Göteborgs och Bohus län, före 1700 benämnd Bohus län. Kyrkligt tillhör församlingarna Göteborgs stift
Häradets socknar hörde till följande fögderier:
- 1686-1945 Orusts och Tjörns fögderi
- 1946-1990 Uddevalla fögderi
- 1967-1990 Munkedals fögderi för Skaftö socken/landskommun

Häradets socknar tillhörde följande domsagor, tingslag och tingsrätter:
- 1681-1697 Östra och Västra Orusts tingslag i Orusts och Tjörns häraders domsaga
- 1698-1954 Orusts och Tjörns tingslag i
  - 1698-1856 Inlands Nordre, Inlands Fräkne, Orusts och Tjörns häraders domsaga
  - 1857-1954 Orusts och Tjörns domsaga
- 1955-1970 Orusts, Tjörns och Inlands tingslag i Orusts, Tjörns och Inlands domsaga

- 1971-2006 Stenungsunds tingsrätt och dess domsaga
- 2007- Uddevalla tingsrätt och dess domsaga

Dock för Skaftö socken
- 1952-1970 Sunnervikens domsaga med Sunnerviks tingslag
- 1971- Uddevalla tingsrätt och dess domsaga